# Bernat Obrador Mut
Bernat Obrador Mut (Palma, ?). Comerciant i polític.
La seva activitat va estar vinculada al comerç de farines i altres productes. Republicà. Elegit regidor de l'Ajuntament de Ciutat de Mallorca el 2 de maig de 1909. Formà part del reformisme i el 1915 s'alineà amb els anomenats "reformistes dissidents". El 1917 tornà ser elegit regidor, amb el suport dels mauristes. Els reformistes dissidents defensaren l'autonomia municipal, la de Mallorca i el dret foral. Reformistes i reformistes dissidents feren part de l'anomenat Bloc Autonomista, que el 1919 demanava l'autonomia per a Mallorca. Bernat Obrador es proclamà regionalista i el mateix feren alguns nuclis reformistes, com el de Montuïri (1919). Els reformistes dissidents s'oposaren a la política de Joan March Ordinas. Els principals dirigents reformistes dissidents varen esser Bernat Obrador i Benet Pons Fàbregues. El 1917 Bernat Obrador defensà l'ús de la llengua catalana a l'Ajuntament de Palma i proposà, sense resultats, que es creàs una "Escola de mallorquí". El juny de 1936 signà la Resposta als Catalans, com a antic tinent de batle de l'Ajuntament de Palma, en plena coherència amb la seva trajectòria política.